# Monasterio de Santa Catalina (Montefaro)
El monasterio de Santa Catalina de Montefaro, en Ares, La Coruña (Galicia, España) fue fundado hacia 1145 por el conde Pedro de Osorio, de la casa de los Traba, pasando luego bajo el mecenazgo de los Andrade. Es Bien de Interés Cultural desde 2000.

## Historia

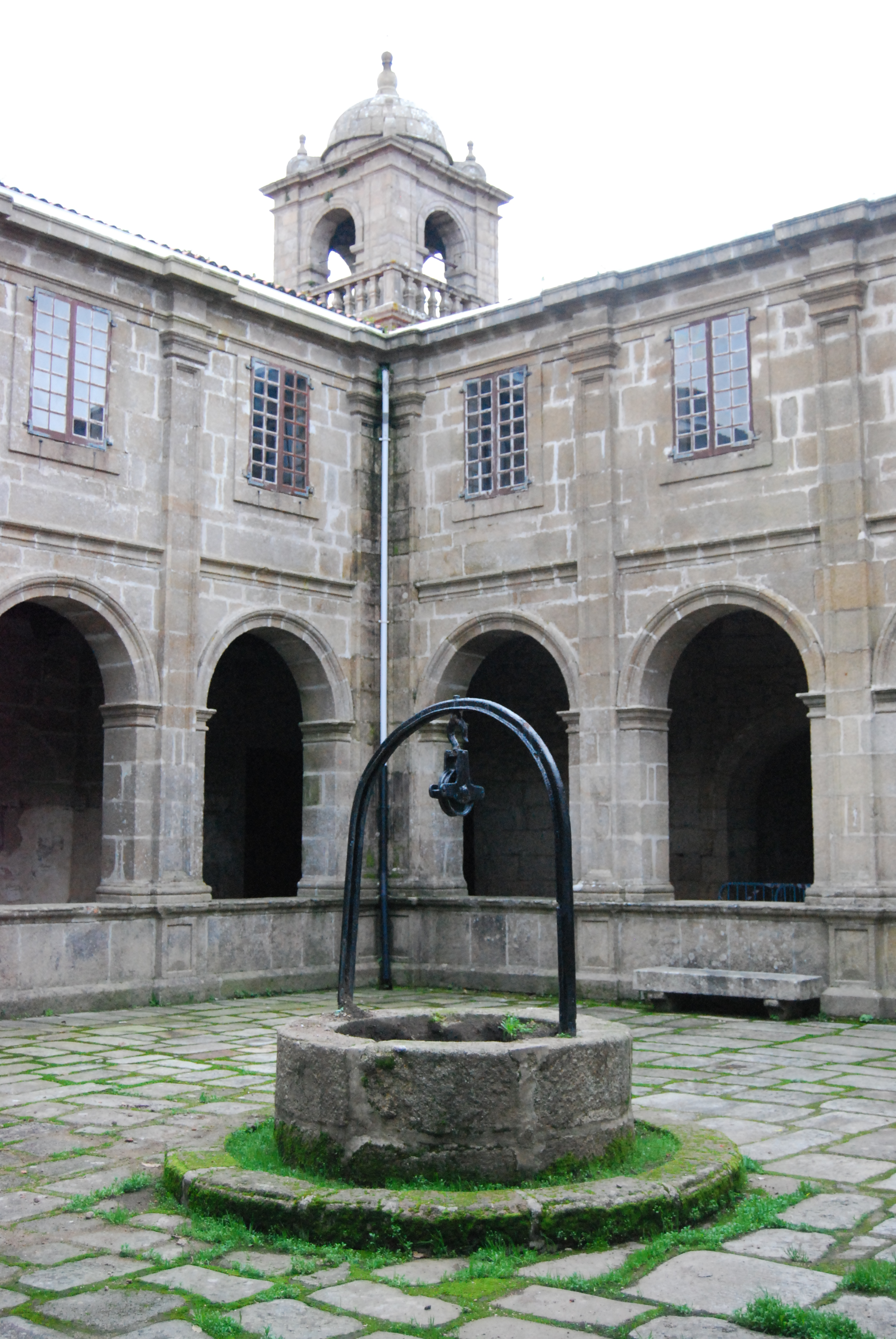
Patio

Fue Fernán Pérez de Andrade el que en el año 1393 fundó sobre la primitiva construcción lo que sería Convento de la Orden Tercera de San Francisco, mediante documento firmado por el Arzobispo Compostelano Juan García Manrique, en Burgos. En él concedía a Fernán Pérez y a la Orden de San Francisco abundantes privilegios económicos que, sumados a las tierras de la península de Ares y Mugardos, donadas a la casa de Andrade por Enrique II en 1371, dotan al primer Abad del monasterio, fray Lope Manteiga, del control eclesiástico sobre las parroquias de Cervás, Caamouco, la ermita de Chanteiro, Franza, el término del actual municipio de Mugardos, y parte de los de Miño, Narón, Neda y Ferrol. 
El enorme peso del monasterio en la vida de los habitantes de la comarca, ampliado durante los siglos XVI y XVII, encontrará la oposición del vecindario a fines del siglo siguiente, cuando se produce la conversión de Ferrol en arsenal y plaza fuerte por los reformistas borbónicos en 1757. 
Los franciscanos desaparecen de Montefaro con la desamortización de Mendizábal en 1837, pasando sus tierras al ejército, que instala allí una dotación estable.

## Descripción

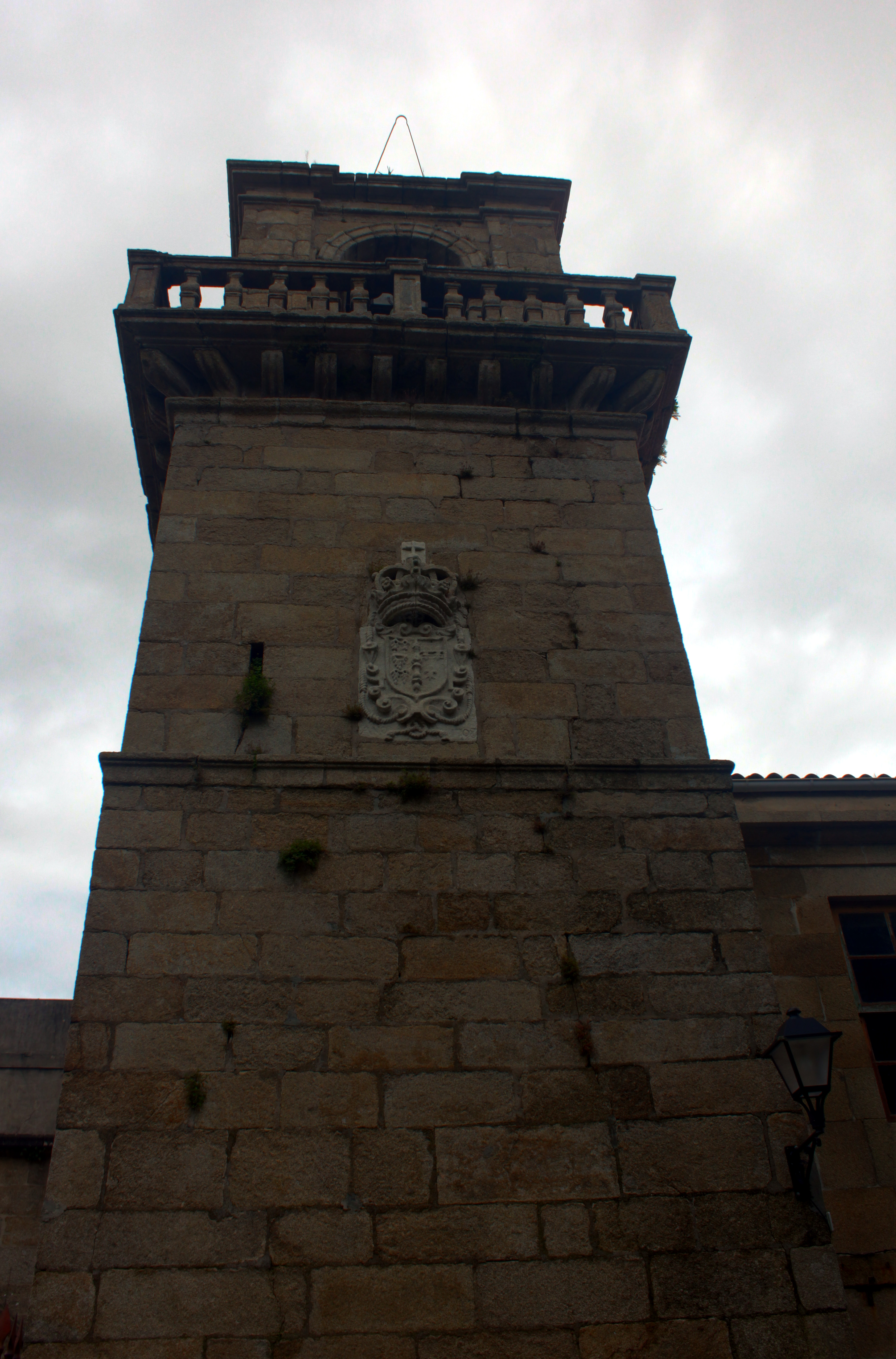
Torre de la iglesia

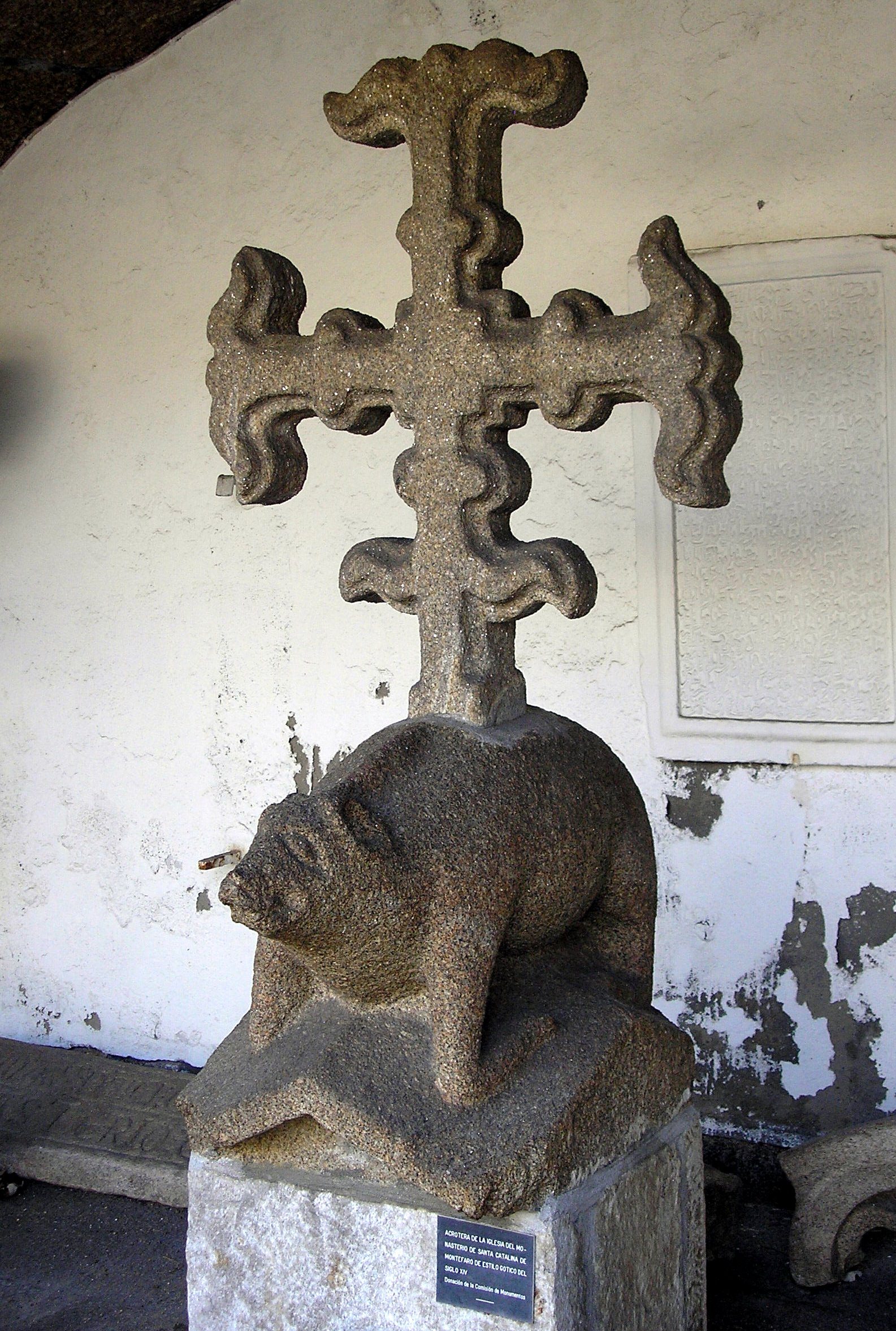
Cruz acrotera de la iglesia del monasterio (hoy en el Museo Arqueológico de La Coruña)

La pervivencia del románico en Galicia en períodos en los que el gótico era ya utilizado en otras zonas, conforma en Montefaro una construcción de transición desvirtuada por reformas posteriores en el siglo XVIII, y por su adaptación a usos militares. De la fábrica de 1393 sólo se conserva una magnífica portada al fondo del segundo claustro; tres vanos cubiertos por una arcada doble entrecruzada, de arquivoltas apuntadas, que se apoya sobre columnas pareadas, con capiteles de decoración zoomórfica y pasajes de la vida de San Francisco. En las basas predominan las veneras de adscripción jacobea.
Las obras realizadas por el ejército sacaron a la luz gran cantidad de restos escultóricos de factura semejante a la citada portada: Capiteles, lápidas sepulcrales, cabezas de estatuas, canecillos y fragmentos de arcos, que tras estar varios años adornando la alameda de acceso al Monasterio- Cuartel se trasladaron al museo de San Antón (La Coruña).
Asimismo, de las obras de una galería de tiro fueron extraídas unas piedras talladas que pertenecían probablemente a una capilla exenta, dada la distancia del edificio principal. De finales del siglo XVI se hallaron, en la reconstrucción del claustro, unas pinturas renacentistas, en mal estado, representando franjas verticales con motivos vegetales geométricos.
La antigua iglesia conventual debió tener planta de cruz latina, sustituida en el siglo XVIII por nave única con cubierta de bóveda de cañón sobre arcos dovelados y lunetos sobre el altar mayor. El retablo que la preside de madera estofada y policromada, reproduce un esquema barroco con retoques posteriores: Las antiguas imágenes están en iglesias ferrolanas. Son barrocos los dos claustros, con arcadas de medio punto sobre ventanas rectangulares, entablamento dórico y columnata de pilastras. La torre de formas macizas, se corona con balaustrada y cimborrio, con marcado carácter churrigueresco. De uno de sus vanos fue trasladada a la Alameda una estatua de San Francisco sin cabeza que se atribuye a Mateo de Prado. Una figura zoomórfica, animal heráldico de la casa de Andrade, se emplaza en el exterior de la capilla.